# Ehrenkodex für die österreichische Presse
Der Ehrenkodex für die österreichische Presse gibt Regeln für die Arbeit von Journalisten vor, die in österreichischen Printmedien und nichtkommerziellen elektronischen Medien publizieren. Die Einhaltung der Regeln wird überwacht vom Österreichischen Presserat.
Medien, die sich verpflichten, den Regeln des Ehrenkodex zu folgen, zeigen dies durch ein Signet und den Beisatz Dem Ehrenkodex der Österreichischen Presse verpflichtet im Impressum.
Sie wurden 1971 verabschiedet.

## Inhalt
Der Ehrenkodex regelt Verhaltensnormen für folgende Themenbereiche:
- Genauigkeit: Die Berichterstattung muss wahrheitsgemäß sein und die Stellungnahmen aller Beteiligten berücksichtigen. Zitate sind exakt zu führen, falsche Berichterstattung unverzüglich richtiggestellt werden.
- Unterscheidbarkeit von Tatsachenberichten, der Wiedergabe von Fremdmeinung(en) und Kommentaren
- Einflussnahmen Außenstehender auf Inhalt oder Form eines redaktionellen Beitrags und die Vorteilsannahme des Journalisten sind unzulässig. Eine Beeinflussung der Berichterstattung durch finanzielle Interessen des Journalisten oder Verlags ist zu vermeiden.
- Der Persönlichkeitsschutz ist zu wahren. Persönliche Diffamierungen, Verunglimpfungen und Verspottungen sollen genauso vermieden werden wie Pauschalverdächtigungen und Pauschalverunglimpfungen und Diskriminierung aus rassischen, religiösen, nationalen, sexuellen oder sonstigen Gründen.
- Die Intimsphäre jedes Menschen, insbesondere von Kindern und Jugendlichen ist grundsätzlich geschützt.
- Bei der Materialbeschaffung und Recherche sind unlautere Methoden wie z. B. Irreführung, Druckausübung, Einschüchterung, brutale Ausnützung emotionaler Stress-Situationen und die Verwendung geheimer Abhörgeräte verboten.
- Redaktionelle Spezialbereiche sollen auch über das enge Fachgebiet hinaus auf die sozialen, politischen Rahmenbedingungen hinweisen und nachvollziehbaren Kriterien folgen.
- Das Öffentliche Interesse an einer Veröffentlichung oder Nichtveröffentlichung ist abzuwägen. Dies gilt insbesondere, wenn es um die Aufklärung schwerer Verbrechen, den Schutz der öffentlichen Sicherheit oder Gesundheit oder um die Verhinderung einer Irreführung der Öffentlichkeit geht.
- Aus den Bestimmungen des Ehrenkodex leiten die Senate auch ab, dass redaktionelle Inhalte und Werbung voneinander abgegrenzt werden müssen.

## Liste teilnehmender Medien
- Aktivzeitung
- APA-Basisdienst
- auto touring
- Autorevue
- Badener Zeitung (wöchentlich)
- Bezirksblätter Burgenland
- Bezirksblätter Niederösterreich
- Bezirksblätter Salzburg
- Bezirksblätter Tirol
- Bezirksrundschau Oberösterreich
- Bludenzer Anzeiger
- Bote aus der Buckligen Welt (10 Ausgaben/Jahr)
- Bregenzer Blättle
- Brücke Magazin
- Bum Magazin
- Burgenland Mitte (4 Ausgaben/Jahr)
- BVZ Eisenstadt
- BVZ Oberwarter Zeitung
- BZ Wiener Bezirkszeitung
- das biber
- Der Grazer
- Der Sonntag – Die Zeitung der Erzdiözese Wien (wöchentlich)
- Der Standard
- Die Furche
- Die Presse
- Die Wirtschaft
- Dornbirner Anzeiger
- Draustädter (14-täglich)
- Falstaff-Magazin
- Falter
- Feldkircher Anzeiger
- Feldkirchner (14-täglich)
- Freie Fahrt
- Freies Radio B138
- Freies Radio Innsbruck - FREIRAD
- Freies Radio Salzkammergut
- Freizeitjournal (quartalsweise)
- FS1 - Freies Fernsehen Salzburg
- Gailtaler (14-täglich)
- Gazete Bum
- Gewinn
- Golfrevue
- Gusto
- Hausarzt (monatlich)
- Heute
- Ischler Woche
- Kärntner Nachrichten
- Kirche bunt – St. Pöltner Kirchenzeitung (wöchentlich)
- KirchenZeitung Diözese Linz (wöchentlich)
- Klagenfurter (14-täglich)
- Kleine Zeitung
- KOMPACK
- Konsument
- KOSMO
- Kurier
- Lavanttaler (14-täglich)
- LHZ – Landeshauptstadtzeitung (10 Ausgaben/Jahr)
- martinus – Kirchenzeitung der Diözese Eisenstadt
- Metropole (4 Ausgaben/Jahr)
- Murtaler Zeitung
- NEUE Vorarlberger Tageszeitung
- Neues Volksblatt
- News
- News Leben
- NÖN
- NÖN Mittendrin (10 Ausgaben/Jahr)
- Oberösterreichische Nachrichten
- Obersteirische Rundschau (14-täglich)
- OKTO
- ORANGE 94.0
- Österreich (seit 1. März 2017[2])
- Österreich am Sonntag
- Österreichische BauernZeitung – Der Österreichische Bauernbündler
- Österreichische BauernZeitung – Landwirtschaftszeitung OÖ
- prima!
- Profil
- Radio AGORA 105,5
- Radio FREEQUENNS
- Radiofabrik - Freier Rundfunk Salzburg
- Raiffeisen Zeitung
- Rundschau Oberländer Wochenzeitung
- Salzburger Fenster
- Salzburger Nachrichten
- Salzburger Woche
- Servus in Wien (monatlich)
- Servus Nachbar
- SKIP – Das Kinomagazin
- Sonntag – Kärntner Kirchenzeitung (wöchentlich)
- Spittaler (14-täglich)
- St. Veiter (14-täglich)
- TAI Tourismuswirtschaft Austria & International
- Tips
- TIROLER sonntag (wöchentlich)
- Tiroler Tageszeitung
- Trend
- TV-Media
- Unser Magazin
- VN Vorarlberger Nachrichten
- Vorarlberger KirchenBlatt (wöchentlich)
- VORmagazin
- Völkermarkter (14-täglich)
- Walgaublatt
- Wann & Wo
- weekend Magazin
- Wiener Bezirksblatt
- Wiener Zeitung
- WOCHE Kärnten
- WOCHE Steiermark
- Xpress

Stand: 30. Mai 2022

## Trivia
Das reichweitenstärkste Boulevardmedium Kronen Zeitung hat sich nicht zur Einhaltung des Ehrenkodex verpflichtet. Das in Bezug auf Reichweite sechstplatzierte Österreich erkennt den Presserat seit 2017 an, die Tageszeitung Heute seit 2021.